# Jésus de Morteau
Pour les articles homonymes, voir Jésus (homonymie) et Morteau (homonymie).
Le jésus de Morteau ou jésu de Morteau est une saucisse fumée de Morteau dans le Haut-Doubs, en Bourgogne-Franche-Comté. Variante de la saucisse de Morteau (et saucisse de Montbéliard), ou du boutefas de la cuisine suisse, cette spécialité culinaire de la cuisine franc-comtoise, bénéficie d'une IGP depuis 2010,.

## Origine et dénomination

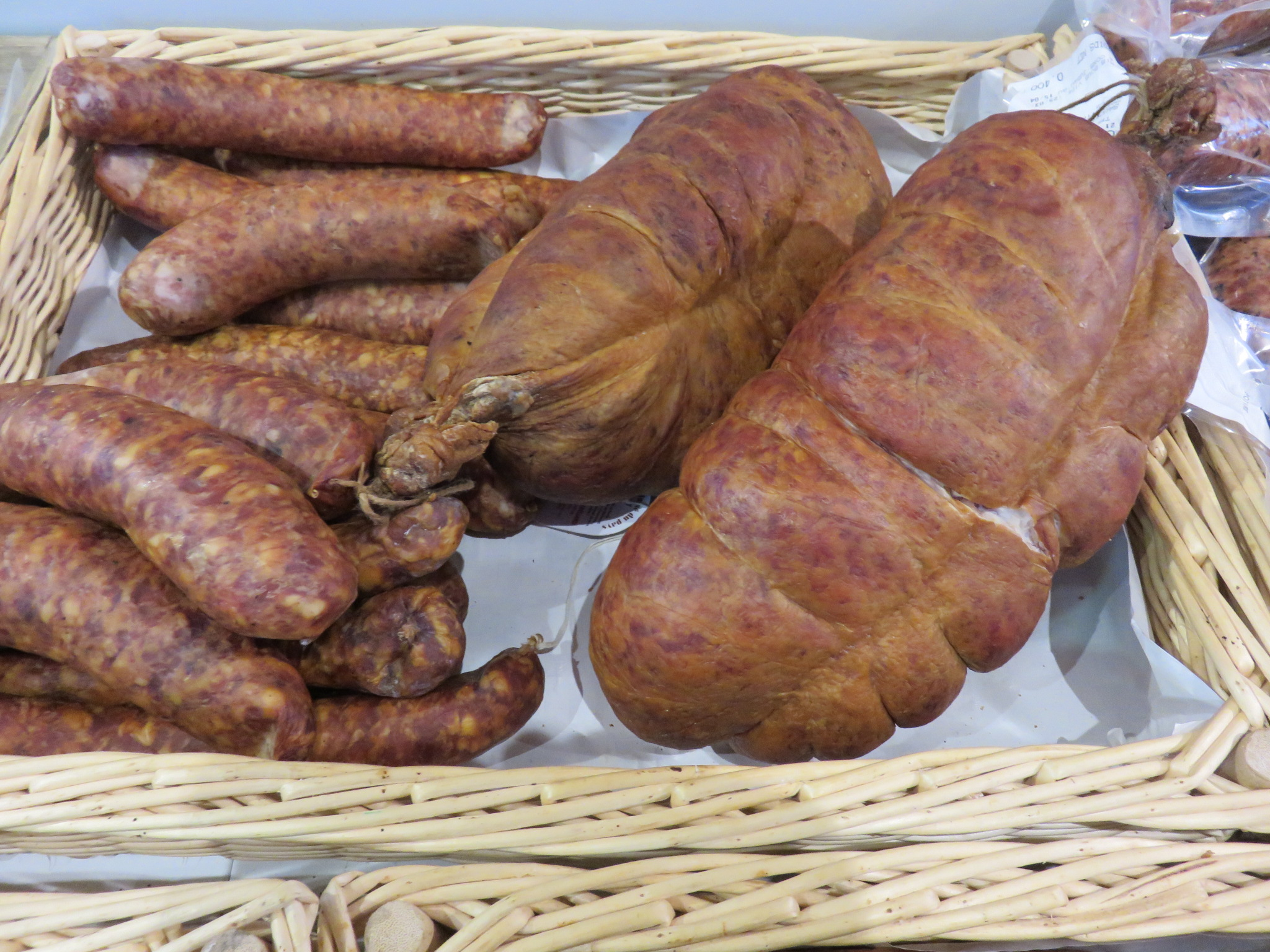
Saucisse de Montbéliard et Jésus de Morteau.

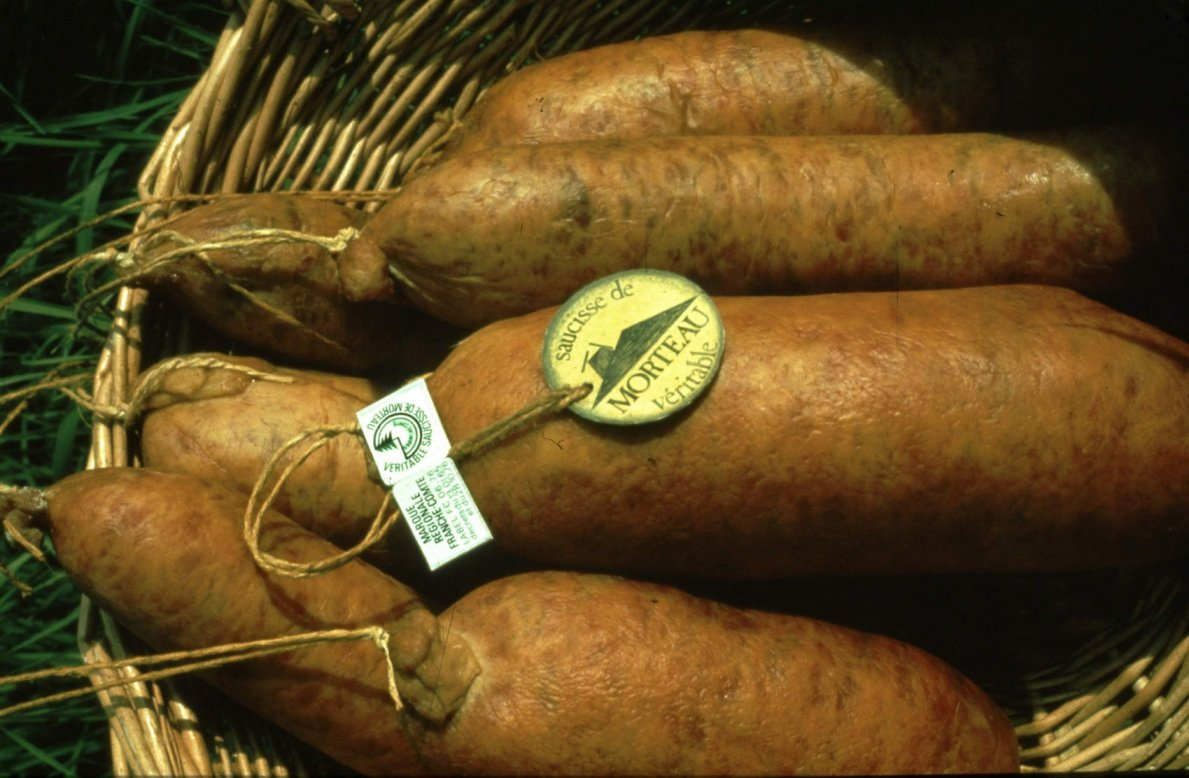
Saucisse de Morteau

Les techniques de fabrication de saucisses par salaison, séchage, et fumage pour la conservation de la viande d'élevage de porc de Franche-Comté remontent à la période antique séquanes de la cuisine gauloise. Tout comme la saucisse de Morteau, le jésus est originaire de la commune montagnarde de Morteau dans le département du Doubs en Franche-Comté.
Le jésus de Morteau diffère de la saucisse de Morteau par sa taille plus importante et irrégulière, et sa forme ficelée moins cylindrique, avec un temps de séchage et de fumage proportionnellement plus long. Il peut être de diverses tailles, et peser jusqu'à 500 g à 1 kg. Fabriqué avec les meilleurs morceaux de viandes et les plus gros boyaux naturels, il est anciennement traditionnellement réservé aux fêtes de l'Enfant Jésus de Noël du Haut-Doubs franc-comtois, dont il tient son nom,. Ce serait par respect pour le nom de Jésus-Christ que de nombreux Mortuaciens écrivent jésu, orthographe totalement ignorée pour le jésus de Lyon de la cuisine lyonnaise.

## Élaboration

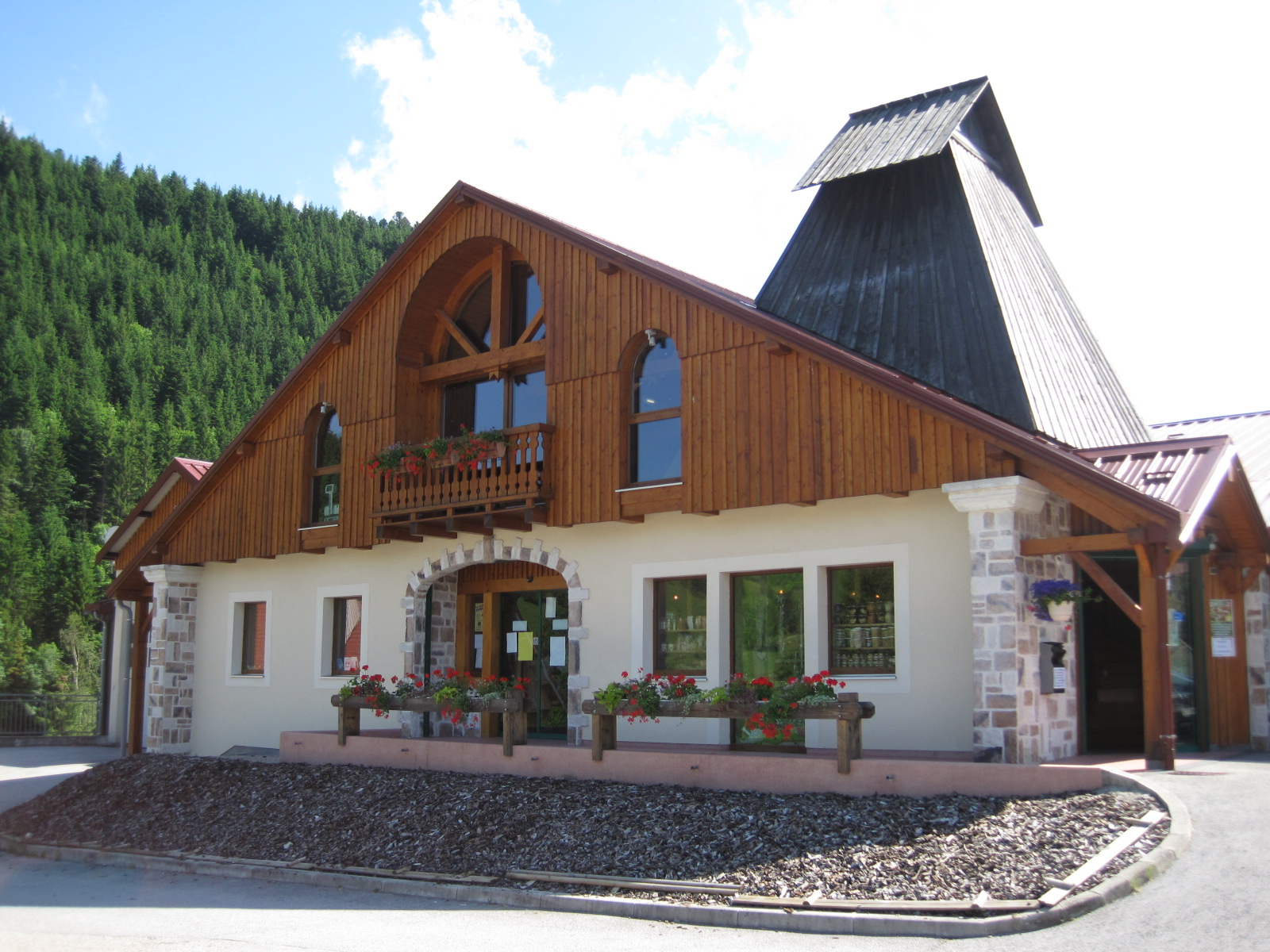
Ferme comtoise du Haut-Doubs et son tuyé de fumage traditionnel.

Il est fabriqué, comme la saucisse de Morteau, avec de la viande de porc de salaison, et fumé à la sciure de résineux locaux dans un tuyé traditionnel. « C’est un fumage lent qui permet une imprégnation en profondeur et non superficielle du produit par la fumée. L’importance du choix d’un fumage lent est liée au calibre du jésus de Morteau de forte masse, la durée de fumage est également à adapter. Un fumage trop rapide conduirait à l’obtention d’un produit différent, notamment en termes d’écarts d’hygrométrie et de degré de fumage entre surface et cœur du produit ». Cette façon de faire n'étant pas une science exacte, cela se traduit par « une part de variabilité du degré de fumage et de l’aspect entre différents lots » tout en assurant une teinte ambrée caractéristique,.

## Protection de l'appellation employée dans un cadre commercial

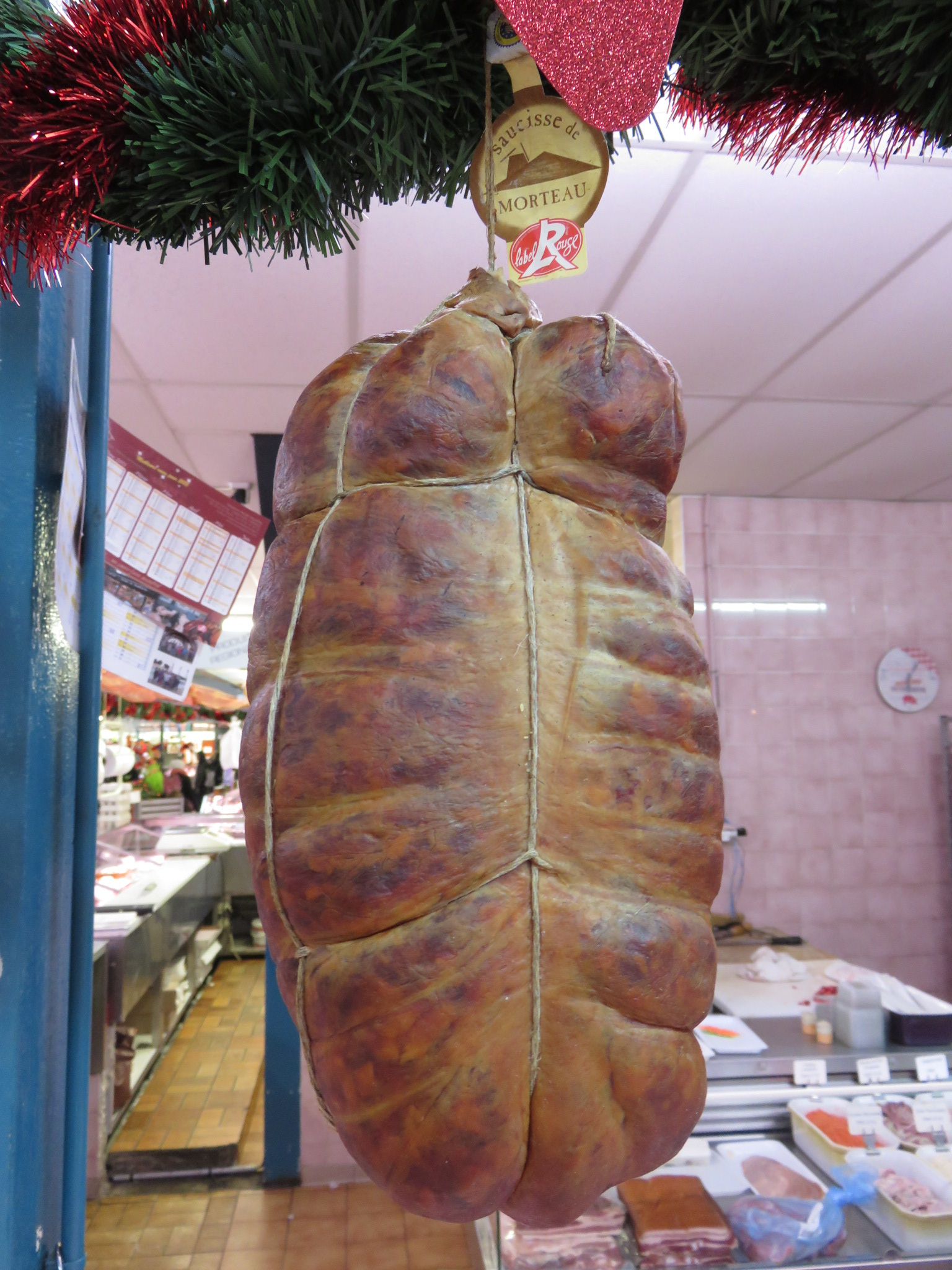
Jésus de Morteau ficelé

Les transformations charcutières vouées au commerce et employant la dénomination « jésus de Morteau » voient leur élaboration encadrée par un cahier des charges. Ce fut d'abord le Label rouge puis, depuis 2010, l'IGP qui s'applique également à la saucisse de Morteau. Ce cahier des charges ne contraint pas les opérateurs (industriels, semi-industriels, artisans) à être en lien avec le terroir ou ils se doivent de les réaliser. Ainsi, les carcasses de porcs mises en œuvre peuvent provenir de n'importe quel point du globe. À ce jour, dans le commerce, il n'y a qu'une seule production de jésus et saucisses de Morteau fait avec les cochons du territoire d'une façon certaine. Il s'agit de produits fermiers impliquant une production de porcs et une transformation en lien avec le terroir de Morteau.
Selon l'INAO, ce produit charcutier « Le Jésus de Morteau est une présentation particulière de la Saucisse de Morteau, cette saucisse droite de forme cylindrique est plus irrégulière et de diamètre minimum 65 mm (diamètre du boyau à l’embossage). Le Jésus de Morteau est également embossé dans un boyau naturel et non coloré de porc (chaudin ou cæcum). S’il est embossé dans le cæcum, la cheville de bois n’est pas systématiquement présente, le cæcum étant naturellement fermé à l’une de ses extrémités ».».

## Consommation
Facile à préparer, le jésus se consomme cuit poché au court-bouillon, chaud ou froid. Ingrédient traditionnel de la cuisine franc-comtoise, il peut s'accompagner d’une salade, entrer dans la composition de salade comtoise, assiette comtoise, mont d'Or chaud, potée comtoise, choucroute comtoise, petit salé aux lentilles, ou se consommer avec des pommes de terre et de la cancoillotte, traditionnellement accompagné de vins du vignoble du Jura. Il peut aussi servir de base à des recettes plus recherchées comme le gratiné de Morteau, le jésus de Morteau au vin blanc ou la rosace de Morteau à l’orange,.

Jésu de Morteau
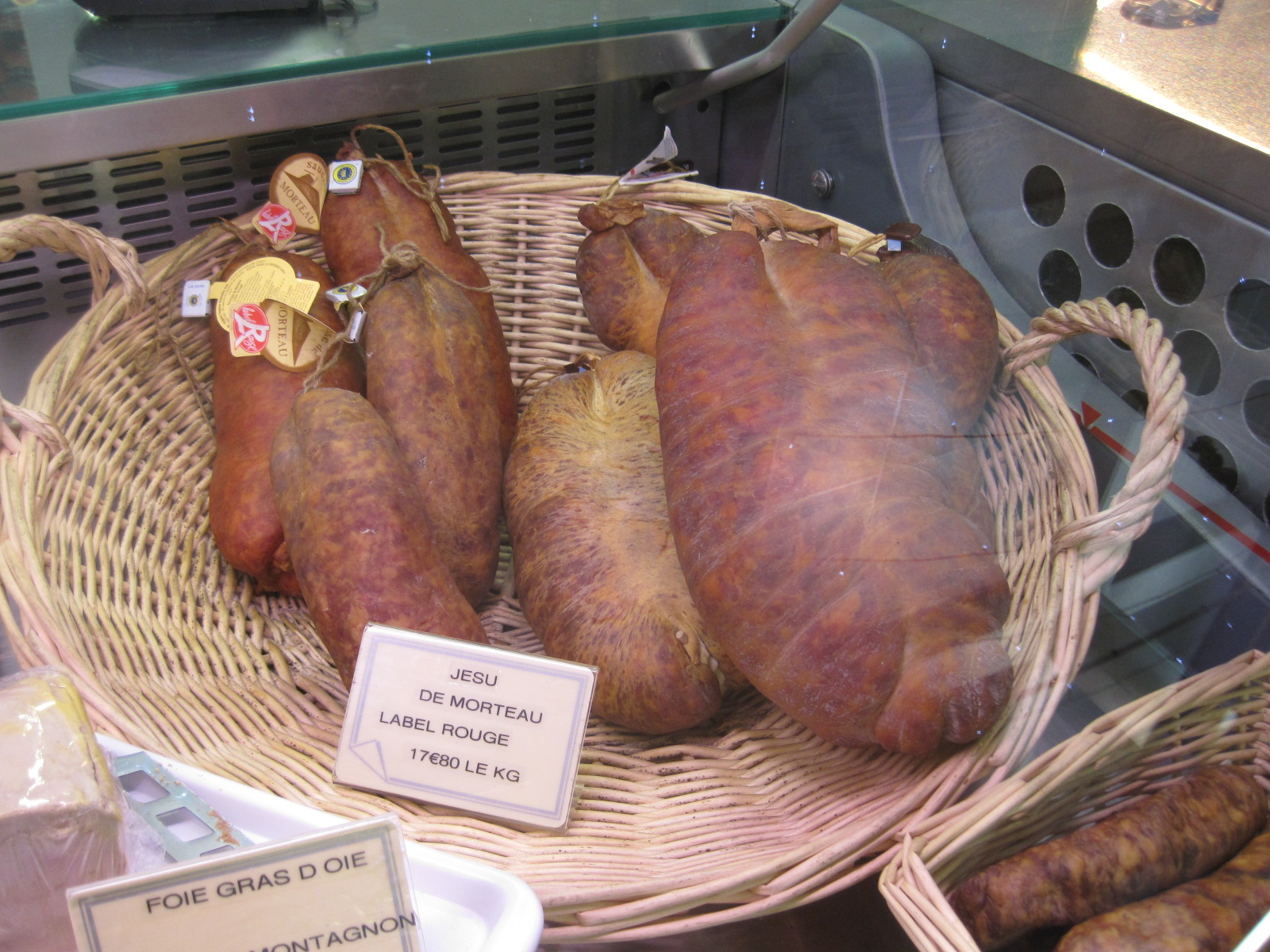
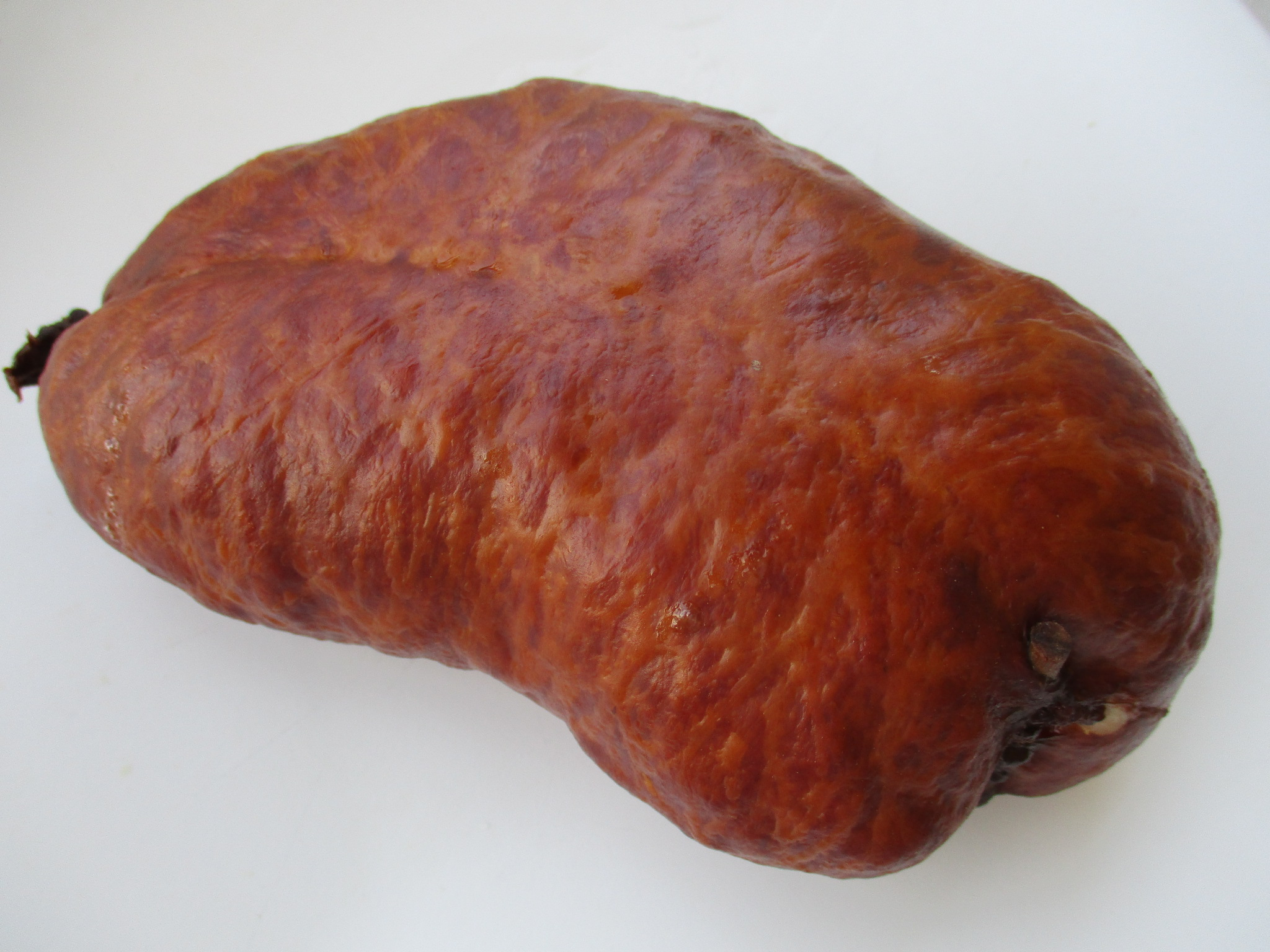
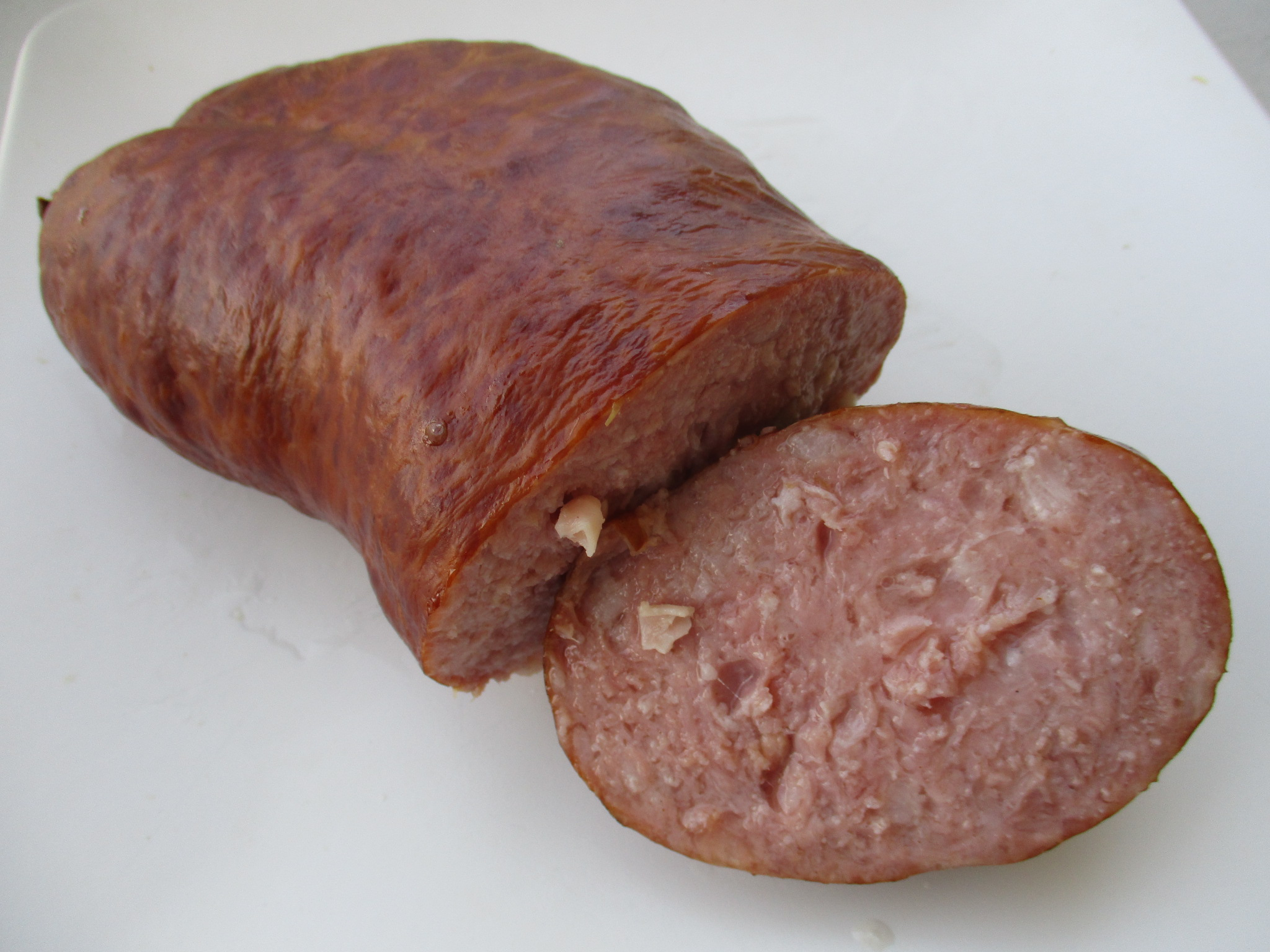
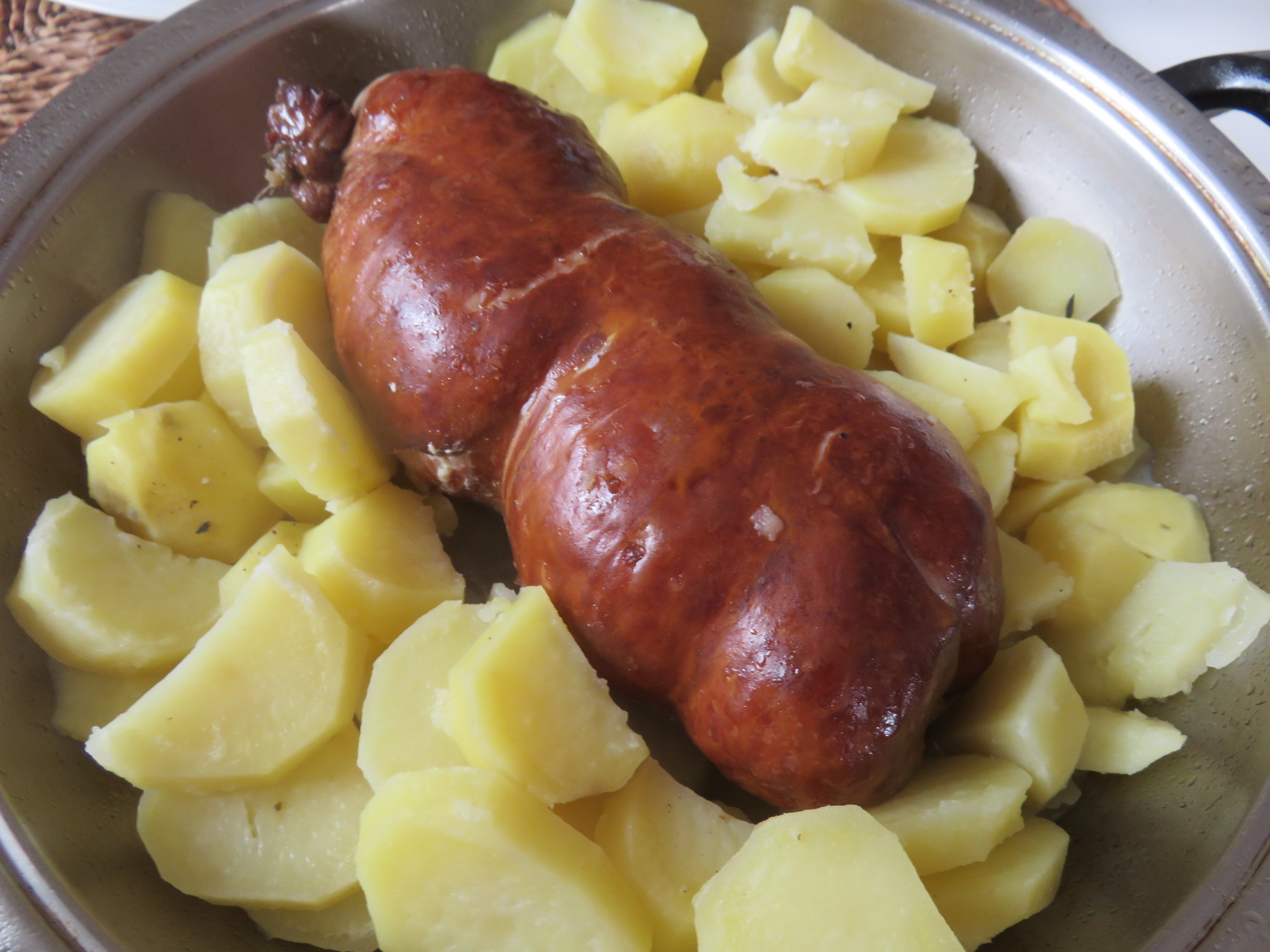
avec des pommes de terre